# فتوحات تیمور
فتوحات تیمور که به آن جنگ‌های تیموری هم می‌گویند اشاره به مجموعه درگیری که از اواخر قرن قرن چهاردهم شروع و در اوایل قرن پانزدهم پایان یافت دارد. تیمور در زندگی خود فتوحات زیادی انجام داد از جمله این فتوحات می‌توان به فتح آسیای مرکزی، فلات ایران، افغانستان و هند اشاره کرد.
تیمور در سال ۷۳۶ هجری متولد شد او در دوره جوانی در اتفاقات روزگار خود تأثیر گذار نبود. تیمور در سال ۷۶۱ ه. ج ماوراءالنهر را به تصرف درآورد و سپس بر آسیای مرکزی و غربی چیره شد او سپس به سوی ایران لشکرکشی کرد و به حکومت‌های متعدد آنجا پایان داد و سپس هند را فتح کرد و عثمانیان را شکستی مهلک داد در اواخر عمر تیمور قصد داشت به چین حمله کند ولی اجل مهلتش را نداد.